# Осатюк, Дмитрий Иванович
Дмитрий Иванович Осатюк (8 ноября 1917, Могильное, УНР — 25 мая 1999, Кировоград) — полковник Советской Армии, участник Великой Отечественной войны, Герой Советского Союза (1943).

## Биография
Дмитрий Осатюк родился 8 ноября 1917 года в селе Могильное (ныне — в Кировоградской области Украины). После окончания кооперативного техникума работал в колхозе. В 1939 году Осатюк был призван на службу в Рабоче-крестьянскую Красную Армию. В 1941 году он окончил Сызранское танковое училище. С июня того же года — на фронтах Великой Отечественной войны. К январю 1943 года лейтенант Дмитрий Осатюк командовал танковой ротой 549-го танкового батальона 61-й танковой бригады 67-й армии Ленинградского фронта. Отличился во время прорыва блокады Ленинграда.
12 января 1943 года рота Осатюка переправилась через Неву и, пройдя через болота, вышла на подступы к Синявинским высотам. Крупные силы вражеской пехоты при поддержке трёх тяжёлых танков контратаковали позиции его роты. В разгар боя танк «Т-60» Осатюка был отрезан от основных сил. Механик-водитель Иван Макаренков, умело маневрируя, увлёк за собой все три танка прямо на позиции артиллерийской батареи, которая расстреляла их. Вернувшись к роте, Осатюк и Макаренков разгромили загнанную в котлован, пытавшуюся окопаться, немецкую пехоту. 18 января 1943 года рота Осатюка в числе первых встретилась с частями 372-й стрелковой дивизии 2-й ударной армии Волховского фронта, что ознаменовало собой прорыв блокады Ленинграда. 21 января в бою танк Осатюка был подбит, тяжело раненного Макаренкова Осатюк сумел спасти из танка и доставить к своим, а затем на другом танке продолжить сражаться.
Указом Президиума Верховного Совета СССР от 10 февраля 1943 года за «образцовое выполнение боевых заданий командования на фронте борьбы с немецкими захватчиками и проявленные при этом отвагу и геройство» лейтенант Дмитрий Осатюк был удостоен высокого звания Героя Советского Союза с вручением ордена Ленина и медали «Золотая Звезда» за номером 559.
13 февраля 1943 года в бою Осатюк получил тяжёлое ранение, после чего долгое время находился в госпитале. На фронт больше не вернулся, служил в учебном танковом полку. После окончания войны продолжил службу в Советской Армии. В 1947 году Осатюк окончил Высшую офицерскую бронетанковую школу. С 1959 года был Кировоградским городским военным комиссаром. В 1971 году в звании полковника он был уволен в запас. Проживал в Кировограде. Умер 25 мая 1999 года, похоронен в Пантеоне Вечной Славы в Кировограде (ныне Кропивницкий).
Был также награждён орденами Отечественной войны 1-й и 2-й степени, орденом Красной Звезды и рядом медалей.